# Psalm 124

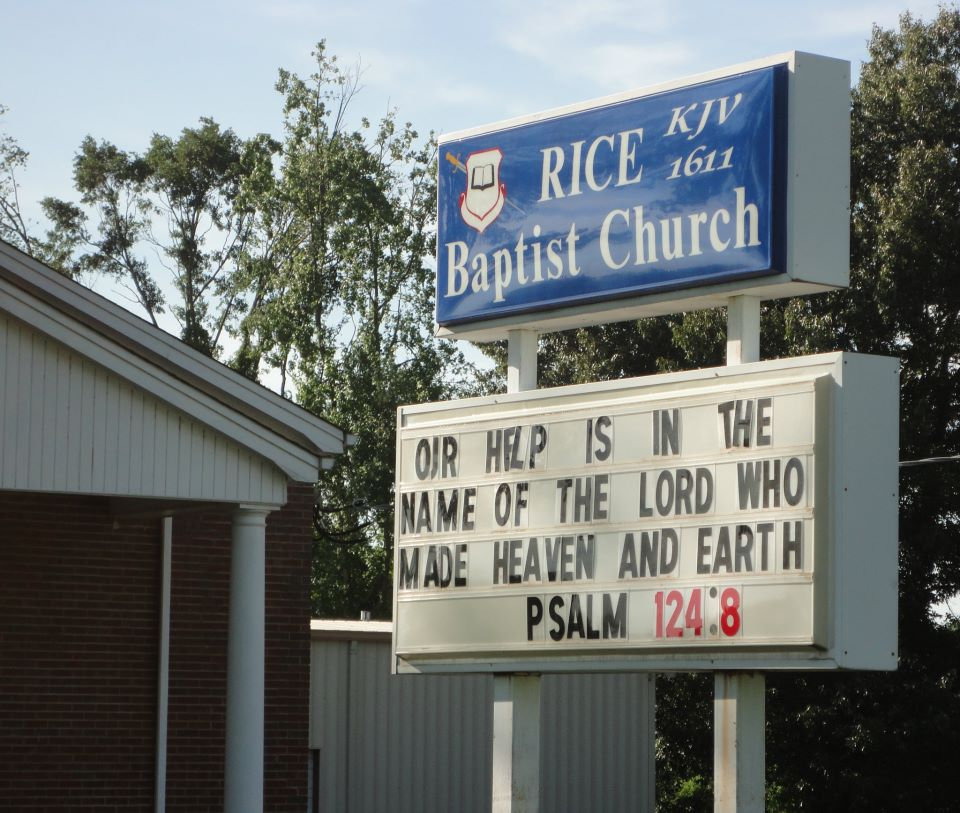
Psalm 124 Vers 8 vor einer Kirche in den USA

Der 124. Psalm (nach griechischer Zählung der 123.) ist ein Psalm Davids und gehört in die Reihe der Danklieder Israels.

## Struktur
Der Alttestamentler Hermann Gunkel gliedert den Psalm folgendermaßen:
1. Vers 1–5: Teil 1: Aufforderung an Israel, sich vorzustellen, was es ohne JHWH wäre
  1. Vers 1 f.: Eingang
  2. Vers 3: Vergleich der Feinde mit gewaltigen Ungeheuern …
  3. Vers 4 f.: … mit wildem Wasser
2. Vers 6 f.: Teil 2: Dank für die Hilfe
  1. Vers 6: Fortsetzen des Gleichnisses der wilden Tiere: Sie hatten keinen Erfolg
  2. Vers 7: Vergleich Israels mit Vögeln, die dem Netz entkamen
3. Vers 8: Schluss: Bekenntnis

## Datierung
Justus Olshausen vermutet in dem Psalm ein Danklied auf die Wiederherstellung der Unabhängigkeit durch die makkabäischen Kämpfe.

## Bewertung
Hermann Gunkel bewertet den Psalm negativ. So schreibt er in seinem Psalmenkommentar:

„[…] Doch bietet das Lied so wenig bestimmten Stoff – es begnügt sich, von „Menschen“ zu reden, die Israel bedroht haben – dass wir nicht zu sagen vermögen, ob es […] also nur eine Nachahmung solcher öffentlicher Danklieder darstellt“

## Wirkungsgeschichte
Über diesen Psalm wurden einige Liedtexte (sog. Psalmenlieder) gedichtet:
- Wo Gott der Herr nicht bei uns hält von Justus Jonas
- Wär Gott nicht mit uns diese Zeit von Martin Luther

- In seiner Kirchenkantate für den 4. Sonntag nach Epiphanias Wär Gott nicht mit uns diese Zeit, BWV 14 verwendete Johann Sebastian Bach den Text von Martin Luther.
- Der Text des Lieds Wo Gott der Herr nicht bei uns hält liegt der gleichnamigen Kirchenkantate von Johann Sebastian Bach (BWV 178) für den 8. Sonntag nach Trinitatis zugrunde.